# 小行星2345
小行星2345（2345 Fučik）是一颗绕太阳运转的小行星，为主小行星带小行星。该小行星于1974年7月25日发现。
該小行星以捷克斯洛伐克記者尤利烏斯·伏契克命名。

## 轨道参数
小行星2345的轨道半长轴为3.0160401 UA，离心率为0.079。